# Luis Alfonso Cuero
Luis Alfonso Cuero Betancurt (Guapi, Cauca, Colombia, 12 de enero de 1997) es un futbolista colombiano. Juega como defensa y actualmente milita en el Cascavel Clube del  Campeonato Paranaense  de Brasil.

## Trayectoria

### Ferro Carril
El 13 de agosto de 2018 es confirmado como nuevo jugador del Club Ferro Carril Oeste del Torneo Federal A de Argentina.

## Clubes
| Club                    | País      | Temporadas    |
| ----------------------- | --------- | ------------- |
| Club Ferro Carril Oeste | Argentina | 2018-2019     |
| Cascavel Clube          | Brasil    | 2021-presente |

## Estadísticas
| Club                           | Div                 | Temporada           | Liga  | Liga  | Copa Nacional | Copa Nacional | Copa Internacional | Copa Internacional | Total | Total |
| Club                           | Div                 | Temporada           | Part. | Goles | Part.         | Goles         | Part.              | Goles              | Part. | Goles |
| ------------------------------ | ------------------- | ------------------- | ----- | ----- | ------------- | ------------- | ------------------ | ------------------ | ----- | ----- |
| Ferro (General Pico) Argentina | 3ª                  | 2018-19             | 10    | 0     | 1             | 0             | -                  | -                  | 11    | 0     |
| Ferro (General Pico) Argentina | Total               | Total               | 10    | 0     | 1             | 0             | -                  | -                  | 11    | 0     |
| Cascavel Clube · Brasil        | 3ª                  | 2021                | 2     | 0     | 0             | 0             | -                  | -                  | 2     | 0     |
| Cascavel Clube · Brasil        | Total               | Total               | 2     | 0     | 0             | 0             | -                  | -                  | 2     | 0     |
| Total en su carrera            | Total en su carrera | Total en su carrera | 12    | 0     | 1             | 0             | 0                  | 0                  | 13    | 0     |

## Palmarés

### Torneos Oficiales
| Título       | Club                | País   | Año  |
| ------------ | ------------------- | ------ | ---- |
| Liga Premier | Club Necaxa Premier | México | 2018 |